# Alvania geryonia
Alvania geryonia is een slakkensoort uit de familie van de Rissoidae. De wetenschappelijke naam van de soort is voor het eerst geldig gepubliceerd in 1847 door Nardo.